# Vuelo 311 de Aero
El vuelo 311 de Aero, a menudo conocido como el desastre aéreo de Kvevlax, fue un vuelo de pasajeros nacional programado operado por Aero O/Y (ahora Finnair) entre Kronoby y Vaasa en Finlandia. El avión, un Douglas DC-3, se estrelló en el municipio Kvevlax (finlandés: Koivulahti), hoy parte de Korsholm (finlandés: Mustasaari) el 3 de enero de 1961, matando a las veinticinco personas a bordo. El desastre sigue siendo el accidente de aviación civil más mortífero en la historia de Finlandia. La investigación reveló que ambos pilotos estaban intoxicados y no deberían haber estado volando.

## Vuelo

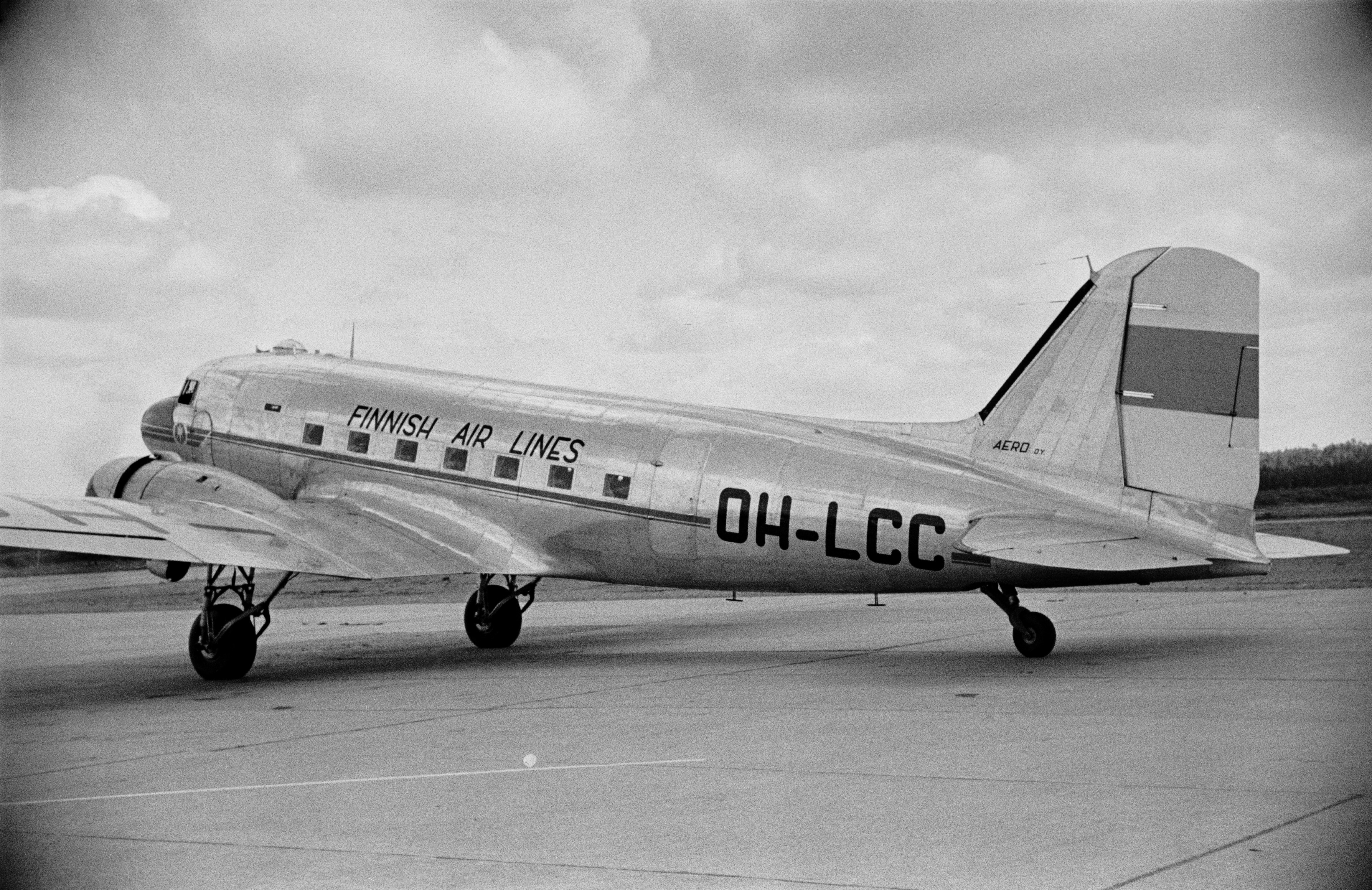
OH-LCC, el avión involucrado en el accidente

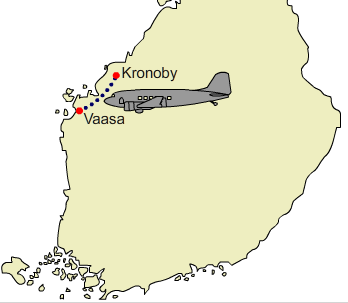
Ruta del vuelo 311

El DC-3 registrado como OH-LCC, estaba programado para despegar del aeropuerto de Kronoby a las 07:00, pero los preparativos para el despegue se retrasaron y el avión partió a las 07:16. El copiloto solicitó altitud de vuelo libre al control de tráfico aéreo, lo que le fue permitido. Esto permitió que el vuelo 311 volara a cualquier altitud por encima de la altitud mínima de vuelo para la ruta Kronoby - Vaasa, que era de 1500 pies (460 m). Los pilotos no siguieron estas normas durante los últimos 40 kilómetros (25 millas), durante los cuales volaron por debajo de los 100 metros (330 pies).

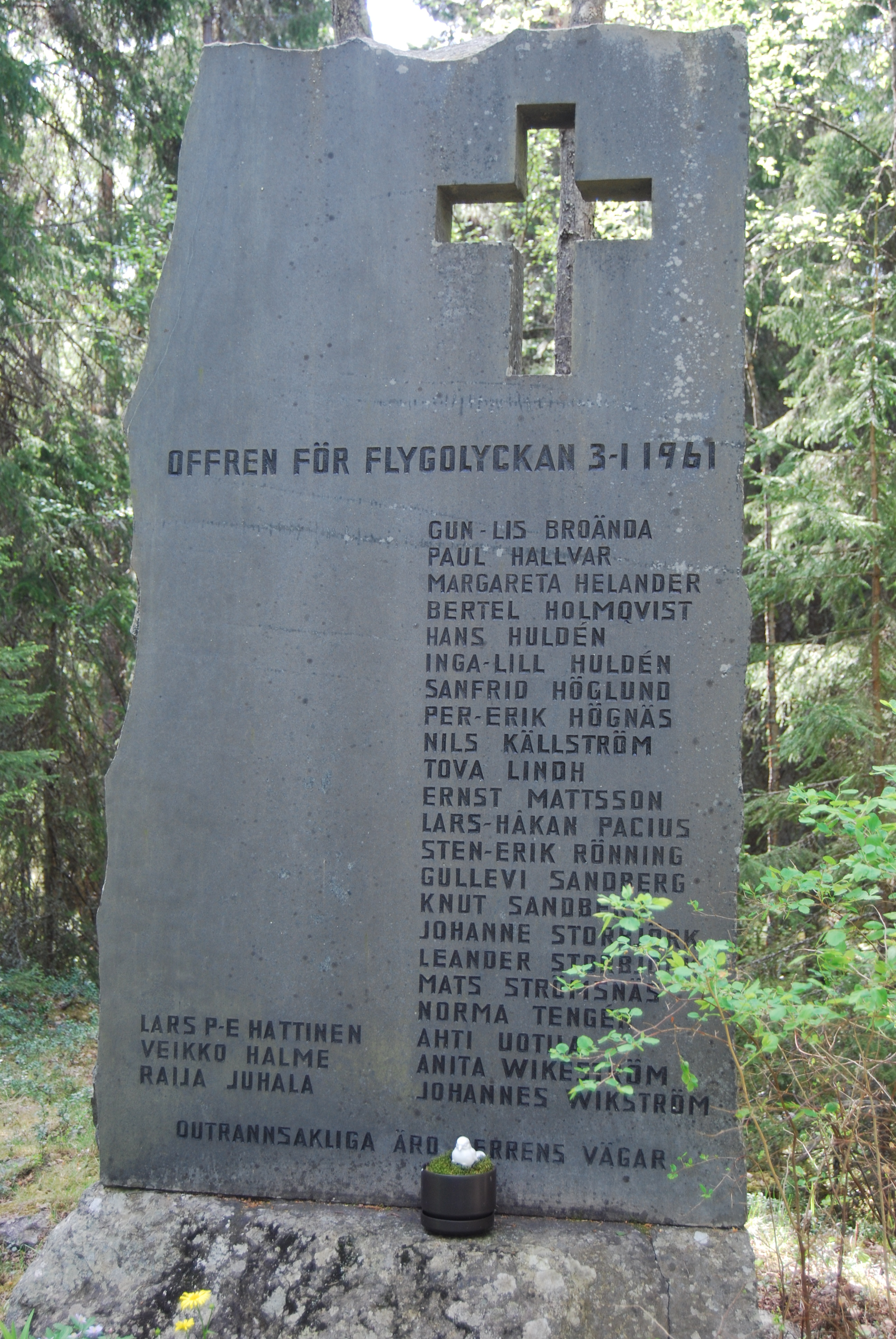
Monumento de las víctimas del accidente

Poco después del último contacto por radio del vuelo con el control de tráfico aéreo, en el que los pilotos confirmaron el parte meteorológico y dijeron que estarían en la radiobaliza no direccional Seppä en unos minutos, el vuelo 311 comenzaba a prepararse para aterrizar descendiendo por debajo de 50 metros (160 pies). De repente, el avión giró bruscamente a la izquierda. Esto redujo la velocidad del avión e interrumpió significativamente el flujo de aire. Los pilotos trataron de corregir la situación aplicando el acelerador a fondo, pero esto no sirvió de nada y el avión dio un trompo. Lo último que vieron los testigos presenciales en tierra fue que los pilotos habían encendido las luces de aterrizaje antes de que el avión se estrellara contra el bosque a las 07:40:30 en un giro pronunciado de 70 grados.
Los socorristas, que llegaron al lugar del accidente diez minutos después del accidente, no pudieron rescatar a nadie debido a las intensas llamas que alcanzaron más de 15 metros (49 pies) de altura. La aeronave fue ampliamente destruida por las fuerzas de impacto y el fuego.

## Investigación
Los funcionarios de la Junta de Investigación de Accidentes de Finlandia (AIB) concluyeron que OH-LCC había estado en condiciones de aeronavegabilidad. No se encontró evidencia de ningún mal funcionamiento técnico, de que el avión chocara contra árboles o de una explosión. Era posible que los controles del avión se hubieran congelado, ya que era un día frío de invierno. El informe de la investigación concluyó que esto era poco probable en las condiciones de vuelo y que un ala intacta que se había separado de los restos principales no tenía hielo. Los pilotos tampoco habían informado por radio de formación de hielo en el avión. Se determinó que la causa probable del accidente fue un error del piloto al girar a la izquierda. Es posible que un pasajero hubiera estado presente en la cabina en el momento del accidente según la ubicación en la que fue hallada su cuerpo.
Según el informe de la AIB, ni el piloto, el capitán Lars Hattinen, ni el copiloto, el primer oficial Veikko Halme, se encontraban en condiciones de volar. No habían dormido bien la noche anterior y habían estado bebiendo mucho. Las autopsias revelaron que Hattinen tenía un contenido de alcohol en sangre de 0,20 (2 ‰), mientras que Halme tenía 0,156 (1,56 ‰). En total, Hattinen, Halme y el posible visitante de la cabina habían bebido dieciséis botellas de cerveza, siete Gin Grogs y 900 gramos de Coñac entre las 21:50 y las 02:00. Hattinen había descuidado así su responsabilidad por la seguridad del avión y de los pasajeros, y ni él ni Halme estaban en condiciones de pilotar el avión el día del accidente.
Tanto el tratado de la Organización de Aviación Civil Internacional como los contratos de trabajo personales de los pilotos prohibían la intoxicación mientras estaban al mando de un avión, disposiciones que Hattinen y Halme ignoraron, En el interrogatorio policial, nadie que trabajara en el aeropuerto de Kronoby dijo haber notado que los pilotos estaban intoxicados. Solo un trabajador de la construcción, cuyo hermano era una de las víctimas, dijo que había notado la posibilidad en función de su comportamiento, pero que no podía estar seguro. Además, como capitán Hattinen y copiloto, Halme eran pilotos veteranos de la Segunda Guerra Mundial, siendo Hattinen un expiloto de combate. teniendo seis victorias aéreas, estaban acostumbrados a correr grandes riesgos antes y durante los vuelos.

## Número de vuelo
Aunque las aerolíneas a menudo retiran los números de vuelo de los vuelos involucrados en accidentes fatales, el sucesor de Aero O/Y, Finnair, continuó usando el número de vuelo AY311 en su ruta Helsinki-Vaasa durante algún tiempo. El número de vuelo finalmente se cambió a AY313. Los vuelos se operan principalmente con Embraer 190 o ATR 72, pero algunos vuelos concurridos de lunes y viernes son operados por aviones de la familia Airbus A320.